# Орф
Орф, Орт, Ортр, Ортрос, Орфр (др.-греч. Ὄρθος или Ὄρθρος) — персонаж древнегреческой мифологии, чудовищный двуглавый пёс, порождение Тифона и Ехидны, брат Цербера и других чудовищ. Является отцом Сфинкса и Немейского льва (от своей матери Ехидны) и старшим братом Цербера и Лернейской гидры.
Упоминается в мифе о десятом подвиге Геракла. Хозяином Орфа считался великан Герион, божество заката и правитель острова Эрифия, у которого он охранял стада волшебных «красных быков». Геракл выкрал этих быков, при этом убив Орфа, поразив его дубиной.
Согласно Юлию Поллуксу, в Иберии Орф имел святилище и носил имя Гаргеттий (Γαργήττιος).

## Этимология
Греческое слово «Ὄρθρος» означает «предрассветный сумрак».

## Происхождение образа
Возможно, первоначально представлялся как созвездия Большого и Малого Пса, самые яркие звезды которых (Сириус и Процион соответственно) воображали клыки или головы двустороннего Пса. Сириус и Процион восходили над горизонтом в самый разгар лета, принося с собой зной, жару и засуху для посевов. Так же как Орф представлял самый разгар лета, Химера, возможно, главенствовала над морозным холодом зимы, так как с её ростом в декабре усиливались морозы. Однако если что-то подобное и существовало, от этого ничего не осталось в дошедших до нас греческих астральных мифах.

## Фантастика
Орф — зверь-мутант, соединяющий черты собаки и обезьяны, в альтернативно-исторической вселенной «Божественный мир» Бориса Толчинского.